# IAS 23
МСФО (IAS) 23 «Затраты по займам» — международный стандарт финансовой отчетности определяет, в какой мере предприятиям разрешено капитализировать затраты по займам, понесенные в связи с привлечением средств на финансирование приобретения определенных активов,
и действует с 01.01.1986 года, с изменениями от 01.01.2009 года,
введен в действие для применения на территории Российской Федерации приказом Минфина России от 25.11.2011 № 160н.

## Определения
Затраты по займам — процентные и другие расходы, понесенные компанией в связи с получением заемных средств.
Квалифицируемый актив — актив, подготовка которого к предполагаемому использованию или для продажи обязательно потребует значительного времени.
Затраты по займам включают в себя:
- процент по банковским овердрафтам и краткосрочным и долгосрочным ссудам,
- амортизацию скидок и премий, связанных со ссудами,
- амортизацию дополнительных затрат, понесенных в связи с организацией получения ссуды,
- финансовые затраты в отношении финансовой аренды, признанной в соответствии с IAS 17 «Аренда»,
- курсовые разницы, возникающие в результате займов в иностранной валюте, в той мере, в какой они считаются корректировкой затрат на выплату процентов.

Квалифицированные активы:
- запасы, которые требуют значительного времени на доведение их до товарного состояния,
- производственные мощности,
- электроэнергетические мощности,
- нематериальные активы,
- инвестиционная собственность.

Не являются квалифицируемыми активами:
- финансовые активы и запасы, которые изготавливаются или производятся на повторяющиеся основе и в течение короткого промежутка времени
- активы, готовые для использования или продажи в момент их приобретения

Затраты по займам, непосредственно относящиеся к приобретению, строительству или производству квалифицируемого актива, капитализируются путём включения в стоимость этого актива за вычетом любого инвестиционного дохода от временного инвестирования этих заемных средств.
Затраты по займам признаются расходами периода, в котором они произведены за исключением той части, которая капитализируется.
Если средства заимствованы в общих целях и использованы для приобретения квалифицируемого актива, сумма затрат по займам, разрешенная для капитализации, определяется путём применения ставки капитализации к затратам на соответствующий актив, но не выше суммы затрат по займам, понесенных в течение этого периода.

## Капитализация затрат
Ставка капитализации — средневзвешенное значение затрат по займам применительно к займам компании, остающимися непогашенными в течение периода, за исключением ссуд, полученных специально для приобретения квалифицируемого актива.
Капитализация затрат начинается, когда:
- возникли затраты по данному активу,
- возникли затраты по займам,
- началась работа, необходимая для подготовки актива для использования по назначению или продаже.

Затраты на квалифицируемый актив включают в себя только:
- оплату денежных средств,
- передачу других активов,
- принятие процентных обязательств.

Деятельность, необходимая для подготовки актива к его использованию или продаже включает:
- физическое создание самого актива
- техническую и административную работу, предшествующую началу физического создания актива (получение разрешений)

Капитализация затрат по займам приостанавливается в течение продолжительных периодов, когда активная деятельность по модификации объекта прерывается.
Капитализация прекращается, когда завершены практически все работы, необходимые для подготовки квалифицируемого актива к использованию по назначению или продаже.

## Раскрытие информации
В финансовой отчетности раскрывается следующая информация:
- сумма затрат по займам, капитализированных в течение отчетного периода
- ставка капитализации, использованной для определения величины затрат по займам, приемлемых для капитализации.